# 石上善應
石上 善應（いしがみ ぜんのう、1929年8月8日 - 2020年11月29日）は、日本の仏教学者。専門は印度哲学、仏教文化史。大正大学名誉教授、前淑徳短期大学学長、浄土宗僧侶。北海道小樽市生まれ。

## 来歴
1929年、北海道小樽市生まれ。1953年、大正大学仏教学部仏教学科卒業。1956年、同大学大学院文学研究科仏教学修士課程修了。芝中学校・高等学校講師を経て、1963年大正大学仏教学部助教授。1971年同教授。1993年同大学人間学部教授。2000年、大正大学名誉教授、浄土宗総合研究所所長、韓国東国大学校碩座教授。2002年淑徳短期大学学長（- 2014年）。2014年、淑徳大学教授、瑞宝中綬章受章。2016年、 公益財団法人仏教伝道協会より仏教伝道文化賞を受賞。
2020年11月29日、急性硬膜下血腫により死去。91歳没。

## 著書
- 『現代人の仏教 第10　東の智慧 西の智慧 弥蘭陀王問経』筑摩書房 1965
- 『仏像・その語りかけるもの』(浄土宗宗務所・浄土選書 1977)　
  - 増補版『仏像入門』 ちくま学芸文庫 2013
- 『信ずる心・弥勒菩薩～永遠の明日』（集英社 1987)
- 『日本の仏典3　法然』(筑摩書房 1988)
  - 『選択本願念仏集』ちくま学芸文庫 2010
  - 『一百四十五箇条問答 法然が教えるはじめての仏教』ちくま学芸文庫 2017
- 『対話の仏教経典・ミリンダ王の問い 弥蘭陀王問経』 (NHKシリーズ. NHK文化セミナー) 日本放送出版協会, 1992.10
- 『仏典講座5　仏所行讃』 (大蔵出版 1993)
- 『ブッダ最後の教え　シリーズ心の探究』 NHK文化セミナー 日本放送出版協会 1995
- 『往生要集 地獄のすがた・念仏の系譜』 NHKライブラリー 日本放送出版協会 1998
- 『おおらかに生きる　法然』(中央公論新社 2000)
- 『地獄訪問』 (大正大学出版会・まんだらライブラリー 2004)
- 『法然の「問答集」を読む　シリーズ宗教の時間』上・下 NHK出版 2013

### 共編著
- 『ひとりも捨てず 法然・その人と教え』監修 (まいとりぃ選書) 鈴木出版, 1984
- 『日本人の仏教 4. 仏と菩薩』編著 東京書籍, 1987
- 『日本人の仏教 6　仏教の歩んだ道. 2』編著 東京書籍, 1988
- 『浄土宗荘厳全書』伊藤唯真・佐藤淳学共監修、四季社, 1996.6
- 『仏教 いま、語りかけるもの』編。大正大学選書 大正大学出版部, 1996.9
- 『浄土宗小事典』編著 (法蔵館 2001)
- 『法然浄土宗現代名言法話文書伝道全書』高橋弘次・水谷幸正共監修、四季社, 2002
- 『これからの浄土宗葬儀法要法話事例別大系 続』水谷幸正共監修。二橋信玄・小田芳隆・田野島孝道・清水秀浩・鶴野重雄編、四季社, 2006.3
- 『現代世相1分3分5分法話事例別集成』谷玄昭,中野東禅,宮田正勝,浜島典彦共監修. 四季社, 2007.3
- 『現代世相1分3分5分人生節目法話事例別集成』谷玄昭,松原泰道, 中野東禅, 浜島典彦共監修. 四季社, 2007
- 『日本仏教名言集』編, 柴田泰山, 下室覚道, 張堂興昭, 廣澤隆之 執筆. 天来書院, 2009.2

### 翻訳・記念論集
- 『國譯一切經　印度撰述部　阿含部１改訂』椎尾弁匡訳、大東出版社 2000。校訂
- 『仏教文化の基調と展開 石上善應教授古稀記念論文集』全2巻　石上善應教授古稀記念論文集刊行会編. 山喜房佛書林, 2001

## 論文
- CiNii>石上善應